# Cephaliophora tropica
Cephaliophora tropica är en svampart som beskrevs av Thaxt. 1903. Cephaliophora tropica ingår i släktet Cephaliophora, ordningen skålsvampar, klassen Pezizomycetes, divisionen sporsäcksvampar och riket svampar.   Inga underarter finns listade i Catalogue of Life.